# Dezna
Dezna – wieś w Rumunii, w okręgu Arad, w gminie Dezna. W 2011 roku liczyła 743 mieszkańców. 